# تنکابیتو
تنکابیتو (به ژاپنی: 天下人 てんかびと / てんかにん) یا، به شخصی اطلاق می‌شود که کنترل حکومت کشور یا تنکا (به ژاپنی: 天下) را به دست گرفته است. عمدتاً به فرماندهان نظامی اشاره دارد که کنترل دولت کشور را از دوره سنگوکو تا اوایل دوره ادو به دست گرفتند.
همچنین تنکابیتو به معنی "مرد زیر بهشت" است؛ اسم مستعاری برای افرادی که همه‌ی چیزهای زیر بهشت (دنیا) را به‌دست آوردند.